# Фредді Вудворд
Фредді Вудворд (англ. Freddie Woodward, 23 червня 1995) — англійський плавець.
Учасник Олімпійських Ігор 2016 року.
Призер Ігор Співдружності 2014 року.